# Bruttó hazai termék
A bruttó hazai termék (angolul gross domestic product, GDP, ejtsd: dzsídípí) a közgazdaságtanban egy bizonyos terület – többnyire egy ország – adott idő alatti gazdasági termelésének a mérőszáma. Méri a nemzeti jövedelmet és teljesítményt. Gyakran használják az országban élők átlagos életszínvonalának mutatójaként az egy főre jutó GDP-t, ami azonban túlzott leegyszerűsítésnek tekinthető.

## Fogalma
A GDP az egy területen, adott idő alatt előállított végső felhasználásra szánt javak (termékek és szolgáltatások) összességének értéke. Ha az időtartam nincs megszabva, akkor alapértelmezésként egy évet kell számítani. Például „a magyarországi GDP” az egy év során Magyarországon előállított végső felhasználásra szánt javak összértéke. A GDP különbözik a bruttó nemzeti terméktől (gross national product, GNP), mert nem tartalmazza az országok közötti jövedelem-átutalásokat, azt nézi, hogy hol keletkezett a jövedelem, nem pedig azt, hogy kik kapják meg. A GDP földrajzi körülhatároláson alapuló fogalom, a GNP pedig politikain.
Míg a nominális GDP a GDP pénzben kifejezett értéke, a reál GDP az infláció hatását próbálja kiküszöbölni azzal, hogy a GDP-t alkotó javak mennyiségét és valamilyen bázisidőszaki árát veszi figyelembe. Az elsőt „money GDP”-nek is szokták nevezni, az utóbbit „állandó árú” vagy „inflációval korrigált” GDP-nek vagy GDP-nek „a bázisév árain” (ahol a bázisév az az év, amelynek a fogyasztói árindexével számolunk).
Valójában a GDP nemcsak egy adott időszakbeli termelés értékét mutatja, hanem – a jövedelemazonosságnak megfelelően – a gazdaság szereplőinek az adott időszakhoz kapcsolódó összes jövedelmét, illetve kiadását is. Ugyanis egy jószág értékesítésével a jószág előállítója annak piaci értékével megegyező jövedelemhez jut, a vásárlónak pedig ez ugyanekkora kiadást jelent. Az azonosság ugyan a készletek – vagyis a megtermelt, de még nem eladott javak – miatt valójában nem állna fenn, de annak érdekében, hogy mégis teljesüljön, a készleteket egyfajta beruházásnak tekintjük (készletberuházás), és értéküket a jószág előállítójának jövedelmeként és kiadásaként is számításba vesszük.

## A GDP összetevői
Az előállított javak aszerint, hogy milyen céllal kerülnek felhasználásra, két nagy csoportba sorolhatók: fogyasztási javakról és termelőeszközökről beszélhetünk. Ennek alapján a GDP-t is két összetevőre bonthatjuk: fogyasztásra és beruházásra. Nyitott – vagyis a külfölddel kereskedelmet folytató – gazdaságban azonban bizonyos javakat (fogyasztási javakat és termelőeszközöket egyaránt), ahelyett hogy az országban felhasználnának, exportálnak más országokba; a belföldi fogyasztás és beruházás egy része pedig más országokban előállított, azaz importált javakból származik. Mindezek következtében a GDP kiszámítására szolgáló egyenlet ilyen alakot ölt:
GDP = fogyasztás + beruházás + export – import
Viszont a közgazdászok általában szeretik különbontani a magán és közösségi fogyasztást. Az exportból kivonva az importot kapjuk a nettó exportot. A GDP egyenlete így:
GDP = háztartások fogyasztása + kormányzati fogyasztás + beruházás + nettó export
GDP = C + G + I + NX
A kiadási oldalról történő számítási megközelítés
GDP = C + I + G + (X − M)
Az angol szavak első betűiből erednek a következő jelölések:
C = consumption (fogyasztás)
I = investment (beruházás)
G = government Expenditures (kormányzati kiadások)
X = export
M = import
NX = net exports (nettó export, ami: X – M) 
A jövedelmi oldalról történő számítási megközelítés 
GDP = COE + GOS + GMI + TP&M − SP&M
COE = Compensation of employees (alkalmazottaknak történő juttatások: bérek, egyéb munkáltatói hozzájárulások)
GOS = gross operating surplus (részvénytársaságok tulajdonosainak üzleti profitja)
GMI = gross mixed income (egyéb vállalkozások üzleti profitja)
TP&M − SP&M = adók – támogatások (termelési és import támogatások)
GDP számítás figyelembe veszi az összes jövedelmet, amely a termékek és szolgáltatások előállításával, nyújtásával keletkeznek.
A  jövedelmi oldalról történő számítási történhet a következőképpen is.
GDP = nemzeti jövedelem + fogyasztási adó + Értékcsökkenés + Nettó külföldi tényezőjövedelem
A nemzeti jövedelem (National Income) a bérek, bérleti díjak, kamatot és vállalati profit összessége.
A fogyasztási adókat az állam veti ki a termékek és szolgáltatások értékesítésére.
Értékcsökkenés (amortizáció) a tárgyi eszköz használata során történt értékvesztés költsége.  
A nettó külföldi tényezőjövedelem: az ország polgárainak és vállalatainak külföldön elért összjövedelmének és a külföldiek (magánszemélyek és vállalkozások) belföldön elért összjövedelmének közötti különbözete. 
GDP = NI + Közvetett vállalati adók + Értékcsökkenés
NI = W + R + i + PR, ahol:
W = munkaerő részére kifizetett bérek, béren kívüli juttatások (wages)
R = bérleti díjak, a földterület és ingatlanok bérlése során kifizetésre kerül (rent)
i = kamat, amit a tőketulajdonos, háztartások kapnak a kölcsönadott pénz után (interest)
PR = vállalkozói profit
A termelési oldalról történő számítási megközelítés
A bruttó hozzáadott érték (GVA) meghatározása szerint a beszerzési áron értékelt folyó termelőfelhasználással csökkentett alapáron számított kibocsátási érték. A bruttó hozzáadott értéket az állóeszköz-felhasználás előtt számítják ki.
Amennyiben az adókat és a kapott állami támogatásokat a bruttó hozzáadott érték nem tartalmazza, akkor azokat is figyelembe kell venni a következőképpen: 
GDP = GVA + termékek után fizetendő adók – termékekre kapott állami támogatások
A három GDP számítási forma végeredménye azonos értéket ad ki. 

## A mutatószám használata
A nemzetgazdaságok teljesítményének a mérésére használják.

## A mutatószám korlátai
2010 novemberében David Cameron brit miniszterelnök mutatott rá, hogy a GDP rendkívül félrevezető lehet (pl. alaposan emelheti akár egy földrengés is, hiszen az újjáépítés pótlólagos kiadásai a hazai össztermék gyarapodásaként jelentkeznek), így jobb lenne egy másik mérőszámot megállapítani helyette, amely valósághűbben tükrözi az általános jólétet, jó közérzetet (General Wellbeing, GWB).
A GDP sokszor elválik a társadalmi jótól, így tehát csak igen szűk keretek között érdemes rá úgy hivatkozni, hogy ha a GDP nő, akkor az feltétlenül az adott társadalom egészének a számára jó. Javasolnak helyette alternatív mérőszámokat, amelyek az ígéretek szerint pontosabban mérik egy társadalom jóllétét, ilyen pl. a Happy Planet Index vagy az emberi fejlettségi index (HDI).  
A GDP része az export, ami nem növeli az adott ország lakosságának jólétét. A GDP országon belül maradó része a nemzeti jövedelem.
A GDP-nek része a nem lakossági fogyasztás, pl. a fegyvergyártás is.
Az infláció növeli a GDP-t, de csökkenti a jólétet.
A jólét azon is múlik, hogy a GDP-nek mekkora része a munkajövedelem (bér). Magyarországon ez a GDP 43–44%-a, míg az ugyancsak exportorientált Németországban 62%. A Visegrádi Együttműködés többi országában és Romániában a bér aránya 50% fölött van.
A GDP-ben kizárólag a legális kereskedelmi forgalomba kerülő termékek és szolgáltatások értéke jelenik meg, a többi nem. Ha valaki otthon ápolja a beteg hozzátartozóját, az nem számít a GDP-be, míg ha fizetségért, számla ellenében teszi ugyanezt a szomszédban, akkor igen. Ugyanígy nem számít bele a GDP-be az önkéntes munka eredménye sem, mint amikor például valaki egy Wikipédia-szócikket ír.
A feketegazdaság által termelt jövedelem szintén kimarad a hivatalos kimutatásokból. A GDP értékét ilyen esetekben becsléssel próbálják pontosítani. Magyarországon a feketegazdaság aránya a fehérhez képest kb. 15%-os 2012-ben.
A GDP-nél sokkal jobban méri az anyagi jólétet az egy főre jutó fogyasztás.
A GDP gazdasági és társadalmi helyzet mérésére való használatának korlátaira kifejlesztése óta számos kritika mutatott rá. Például sok ökológus szerint a GDP rossz társadalmihaladás-mérő szám, mert nem veszi figyelembe a környezeti hatásokat. Ezenkívül a GDP nem veszi figyelembe a népesség egészségi állapotát vagy képzettségét. Robert F. Kennedy a GDP-t „minden, kivéve az életet értelmessé tevő dolgok” mérőszámának nevezte. Szerinte „nem az engedi meg gyerekeink egészségét, oktatásuk minőségét vagy játékuk vidámságát”.